# Црнатово (Лепосавић)
Црнатово је насеље у општини Лепосавић на Косову и Метохији. Површина катастарске општине Црнатово где је атар насеља износи 1.025 ha. Црнатово је планинско село на западним падинама Копаоникa и налази се 16 km северно од Лепосавићa. Село се дели на Горње и Доње Црнатово и Богновиће.
Гранична села су Куреље (заселак Остраћа), Земаница, Миоковиће и Лескова (заселак Белог Брда).
Средња надморска висина села је 970 метара.
Према сеоском предању село се некада звало Белатово, а назив је променило у Црнатово у знак сећања на 12 убијених мушкараца од стране Турака, који су село у црно завили. У називу села је реч црн (који је боје угљена или чађи, мрачан, таман) садржана у називу биљних врста: црни граб, трава црнуша коју народ и данас користи код лечења црног пришта, болести свиња. У делу насеља се налазе остаци старе цркве и римско гробље.

## Демографија
- попис становништва 1948: 196
- попис становништва 1953: 229
- попис становништва 1961: 279
- попис становништва 1971: 278
- попис становништва 1981: 221
- попис становништва 1991: 178

У селу 2004. године живи 165 становника и броји 48 домаћинстава.
Становништво се претежно бави земљорадњом и сточарсвом.
Данашње становништво чине родови : Милосављевићи, Ђорђевићи, Димитријевићи, Танасковићи, Поповићи, Милуновићи, Цукићи, Лазићи, Благојевићи, Петровићи, Илићи.